# Tilbake
Tilbake är den norska vissångaren Lillebjørn Nilsens debutalbalbum. Albumet utgavs 1971 av skivbolaget NorDisc. Albumet återutgavs 2010 med fem bonusspår.

## Låtlista
Sida 1
1. "Nattstemning fra en by" – 3:14
2. "Elisabet" – 2:37
3. "En gummi, gummi mann" (Trad./Lillebjørn Nilsen) – 0:17
4. "Far har fortalt" – 4:02
5. "Reisen fra julestjernen (Lyn-Gordon)" (Lillebjørn Nilsen/Finn Kalvik) – 1:54
6. "Regnvær" – 0:57
7. "Tog-blues" – 2:54
8. "Fredrikstadvise" – 6:10

Sida 2
1. "...Og dagen etter" – 0:18
2. "Ravneferd" (Lillebjørn Nilsen/Roy Harper) – 6:09
3. "Alle søker vi i vår tanke..." – 0:49
4. "Din vise" – 3:16
5. "Skomakeren" (Trad./Lillebjørn Nilsen) – 2:57
6. "Jeg lagde meg så silde" (Trad.) – 5:23

- All låtar skrivna av Lillebjørn Nilsen där annat inte anges.

## Medverkande
Musiker
- Lillebjørn Nilsen – sång, gitarr, munspel
- Bjørn Holmvik – kontrabas
- Svein Christiansen – trummor
- Finn Kalvik – gitarr (på "Reisen til julestjernen (Lyn-Gordon)")
- Kristin Berglund – sång (på "Din vise")

Produktion
- Svein Erik Børja – musikproducent, ljudtekniker
- Egil Eide – ljudtekniker
- Fred Nøddelund – arrangement
- Knut Harlem – omslagsdesign